# La guerra di Piero
«La guerra di Piero» (с итал. — «Война Пье́ро») — песня итальянского автора-исполнителя Фабрицио Де Андре на музыку композитора Витторио Чентанаро. Создана и впервые записана в 1964 году; в 1966 году вошла в дебютный альбом автора Tutto Fabrizio De André. Близка к жанру баллады; содержит множество музыкальных и литературных аллюзий. Главный герой — солдат, который, видя в своём враге прежде всего человека, не может в него стрелять. Обличающая абсурдность войны и прославляющая человечность, «La guerra di Piero» стала одной из самых известных итальянских антивоенных песен.

## История
Фабрицио Де Андре, признанный одним из самых глубоких и тонких итальянских авторов-исполнителей XX века, неоднократно обращался в своих песнях («La ballata dell’eroe», 1961; «Fila la lana», 1965; «Andrea», 1978 и др.) к теме войны. Проникнутые антивоенным пафосом, эти песни отражают не только позицию автора, но и его стремление постичь сам феномен войны, представив его с разнообразных точек зрения. Одной из первых в их ряду стала «La guerra di Piero», написанная в 1964 году и повествующая о смерти простого солдата по имени Пье́ро. Образ последнего был отчасти вдохновлён личностью и историей жизни дяди Фабрицио, Франческо Америо, который два года провёл в концентрационном лагере в Мангейме и чудом избежал крематория. Когда в 1944 году он вернулся домой, маленькому Фабрицио было всего четыре года, однако рассказы дяди об увиденном и пережитом в годы войны навсегда врезались в его память и впоследствии повлияли на его творчество.
«La guerra di Piero» была написана в соавторстве с композитором Витторио Чентанаро, близким другом Фабрицио Де Андре. Последний впоследствии вспоминал: «Писать стихи Фабрицио умел прекрасно, но в музыке тогда ещё разбирался слабо: когда мы вместе писали „La guerra di Piero“, он по большей части полагался на мои способности».
Первая запись состоялась в Риме, в июле 1964 года; на другой стороне пластинки была записана ранее выходившая и близкая по тематике «La ballata dell’eroe». Авторство Чентанаро указано не было, поскольку он не состоял в SIAE; на обложке было только имя Де Андре. Впоследствии композиция вошла в дебютный альбом Де Андре в формате LP Tutto Fabrizio De André (1966), включивший в себя лучшее из написанного им к тому времени, и в альбом под названием Volume III (1969), где исполнялась в более быстром темпе по сравнению с первоначальной версией. Де Андре часто исполнял песню в концертах, под собственный гитарный аккомпанемент.
В 2003 году вышел посвящённый памяти Де Андре альбом Faber, amico fragile, в записи которого приняли участие известные итальянские музыканты. «La guerra di Piero» в нём представлена в исполнении Адриано Челентано.

## Сюжет
Ты шёл, душа уходила в пятки,

И вот однажды на дне долины

Ты увидел человека — он чувствовал то же, что ты,

Но на нём была форма другого цвета.

Стреляй в него, Пьеро, стреляй скорее,

Стреляй сейчас, а потом ещё раз,

Пока не увидишь, что он мёртв,

Что он лежит в луже крови.

«Если выстрелю ему в лоб или в сердце,

Он успеет лишь умереть,

А я — я успею увидеть глаза

Человека, который умирает».
E mentre marciavi con l'anima in spalle

vedesti un uomo in fondo alla valle

che aveva il tuo stesso identico umore

ma la divisa di un altro colore.

Sparagli Piero, sparagli ora

e dopo un colpo sparagli ancora

fino a che tu non lo vedrai esangue,

cadere in terra a coprire il suo sangue.

«E se gli sparo in fronte o nel cuore

soltanto il tempo avrà per morire

ma il tempo a me resterà per vedere

vedere gli occhi di un uomo che muore.»
Главный герой песни — молодой солдат Пье́ро, вынужденный покинуть родные края и отправиться воевать. На душе у него тяжело, поход изнурителен, ветер бьёт снегом в лицо, но не может донести до Пьеро голоса погибших, которые тщетно призывают его остановиться. Наконец, однажды, прекрасным весенним днём, Пьеро переходит границу, разделяющую два государства. На дне долины он видит вражеского солдата — тот испытывает те же чувства страха и уязвимости, что и сам Пьеро, но форма на нём другого цвета. Пьеро оказывается перед выбором — стрелять или нет — полностью осознавая, что его собственное спасение заключается в смерти другого от его руки. Он колеблется, движимый высоким чувством человеческой солидарности, и эти колебания оказываются для него роковыми: другой солдат тоже замечает Пьеро, и его охватывает такой страх за собственную жизнь, что он стреляет в противника не раздумывая. Пьеро понимает, что его рана смертельна и что у него нет даже времени попросить прощения за свои грехи. Умирая, он думает о своей возлюбленной Нинетте и о том, какое огромное мужество нужно, чтобы расстаться с жизнью в мае, весной. С тех пор Пьеро спит вечным сном там, где был убит, посреди пшеничного поля, и над ним цветут тысячи красных маков.
В тексте песни нет указаний на то, о какой войне речь; некоторые исследователи соотносят её со Второй мировой, другие — с Первой. Итальянское имя протагониста — Пье́ро — заставляет видеть в описываемом событии эпизод из истории Италии, однако в целом произведение имеет вневременной и вненациональный характер, отсылая к вечным и универсальным общечеловеческим ценностям. Война в нём представлена как абсурдное и антигуманное явление, противное самой человеческой природе. Пьеро и его антагонист — одинаковые по сути своей человеческие существа, испытывающие одни и те же чувства и одинаково не понимающие, зачем им эта война; разделяет их и делает врагами лишь разный цвет формы. Отказываясь стрелять, Пьеро ставит законы сострадания и человечности выше долга и патриотизма. Его выбор стоит ему жизни — однако тот, кто следует велениям совести, не может примирить их с ложными ценностями, навязываемыми обществом.

## Композиция и стиль
Жанр песни большинством исследователей определяется как баллада. Мелодия в размере 6/8, исполняемая солистом в сопровождении одной или нескольких гитар, остаётся неизменной на протяжении всех куплетов; тональность — ля минор с кратковременными модуляциями в до мажор.
Текст состоит из 14 катренов, написанных в основном одиннадцатисложником с преобладающей смежной рифмовкой AABB (за исключением второй и восьмой строф с опоясывающей рифмовкой ABBA). Первая и последняя строфы идентичны, образуя своего рода рамочную конструкцию: «Ты спишь, погребённый в поле пшеницы, / Не розы и не тюльпаны / Справляют по тебе поминки в тени могил, / Но тысячи красных маков». Таким образом, строфа-пролог, из которой слушатель узнаёт о смерти героя, служит одновременно и эпилогом к повествованию о его судьбе. Внутри этой статичной рамки заключён динамично развивающийся сюжет: о событиях, предшествовавших гибели Пьеро, повествуется ретроспективно.
На протяжении всего текста чередуется повествование во втором лице от имени рассказчика и в первом, когда звучит голос самого Пьеро. В речи рассказчика перемежаются фрагменты нарративного характера, в которых рассказывается история Пьеро, и обращённые непосредственно к герою императивы (Fermati… / Остановись…; Sparagli… / Стреляй…), как если бы тот, находящийся на фронте и ещё живой, мог его слышать. В свою очередь фрагменты, произносимые от лица Пьеро, включают, по всей видимости, как прямую речь, так и внутреннюю: диалог с самим собой и предсмертное обращение к возлюбленной.
Песня написана относительно простым языком, с вкраплениями сниженной лексики и характерных для разговорной речи конструкций. Вместе с тем текст изобилует риторическими фигурами, тропами и иными стилистическими приёмами, в числе которых метафора, прозопопея, инверсия, повтор, параллелизм и др. Кроме того, в песне используется время passato remoto: малоупотребительное в современном итальянском языке, оно редко встречается в песнях и, будучи свойственно книжной речи, придаёт балладе характер эпического повествования.

## Музыкальные и литературные влияния
Для творчества Де Андре характерны переклички с литературными традициями и музыкальными культурами разных эпох и стран, в том числе современной ему французской песней. Так, многие исследователи отмечают влияние Жоржа Брассенса на Де Андре, просматривающееся в том числе в музыке и идейном содержании «Войны Пьеро». C Брассенсом Де Андре сближает тематика, стилистика, манера исполнения, схожее использование языковых приёмов; так, в «Войне Пьеро» элементы иронии и сниженного разговорного языка придают рассказу о смерти солдата особую пронзительность.
В сюжетном отношении «Война Пьеро» имеет много общего с песней «Le Soldat de Marsala» («Солдат из Марсалы», 1861) французского шансонье Гюстава Надо, вдохновлённой Экспедицией Тысячи Джузеппе Гарибальди. В этой песне также говорится о двух солдатах разных армий, которые одновременно стреляют друг в друга. Лирический герой смертельно ранит промахнувшегося противника, однако тут же жалеет об этом, просит прощения у раненого и пытается его спасти. С творчеством Гюстава Надо Де Андре мог познакомиться через Брассенса, исполнявшего некоторые песни этого автора.
Ещё одна часто проводимая исследователями параллель — знаменитый сонет Артюра Рембо «Спящий в ложбине» (1870). Неизвестно, был ли Де Андре знаком с этим произведением, однако его текст и стихотворение Рембо имеют явное тематическое сходство (в сонете говорится о «спящем» молодом солдате, который в действительности мёртв) и некоторые лексико-стилистические параллели (в сонете также упоминаются долина и река; присутствует смена режима повествования — хотя адресатом обращения становится не мёртвый солдат, а Природа).
Итальянский литературовед Фабио Сток указывает на ещё один литературный источник, который с большой вероятностью явился прообразом баллады Де Андре и подсказал ключевые её образы. Это стихотворение «Piero», опубликованное пьячентинским поэтом Вико Павери (Vico Paveri, 1924—1985) в 1963 году. Главный герой, Пьеро, любит бегать с приятелями на речку; когда начинается война, он уходит в партизаны и гибнет в поле пшеницы, где цветут маки, от руки немецкого солдата, похожего на него самого. Однако текст Де Андре, в отличие от прототипа, лишён всяких привязок к реальной исторической хронологии, что и придаёт ему, по мнению Стока, столь абсолютную универсальность и эмблематичность.
Помимо вышеперечисленных, исследователи отмечают возможные смысловые и текстуальные переклички «Войны Пьеро» с такими произведениями, как «Le Déserteur» («Дезертир», 1954) Бориса Виана и «Dove vola l'avvoltoio?» («Куда летит стервятник?», 1958) Итало Кальвино. Так, одна из строф стихотворения Кальвино, положенного на музыку композитором Серджо Либеровичи, во многом схожа со вторым куплетом баллады Де Андре.

## Рецепция
В первые годы после выхода пластинки «La guerra di Piero» не только не обрела особой популярности, но и осталась почти незамеченной. По-настоящему оценили её лишь четыре года спустя, в 1968-м, когда на волне антимилитаризма возник настоящий бум «песен протеста». Однако если в США они создавались в большом количестве (в том числе Бобом Диланом, Джоан Баэз, Филом Оуксом и др.), в Италии 1960-х годов «Война Пьеро» была одной из немногих песен, проникнутых духом пацифизма.
Впоследствии «La guerra di Piero» стала не только одной из самых популярных песен Де Андре, но и одной из наиболее известных в Италии антивоенных песен. Она входит во многие поэтические антологии и школьные хрестоматии. К тому, что его песня изучается в рамках школьной программы, сам Де Андре относился одновременно с гордостью и скептицизмом, не желая прижизненного «бальзамирования». В одном из интервью он отзывался об этом с присущей ему иронией: 

Обычно я говорю, что у этой песни есть один недостаток и одно достоинство. Главный недостаток состоит в том, что какой-то умник включил её в школьные учебники, так что дети с раннего возраста приучились её ненавидеть — ведь им, возможно, пришлось учить её наизусть. Достоинство же заключается в том, что песне этой довелось послужить снотворным паре-тройке поколений итальянцев, по крайней мере я так думаю…
Оригинальный текст (итал.)Di solito dico che questa canzone ha un difetto e un pregio; il difetto principale di questa canzone è che qualche furbacchione l’ha inserita nelle antologie scolastiche, cosí i bambini fin da piccoli hanno imparato ad odiarla perché magari hanno dovuto anche studiarsela a memoria. II pregio fondamentale, invece, è quelle di aver conciliato il sonno ad un paio di generazioni di italiani, credo almeno...

Бьяджо Буономо, автор монографии о Фабрицио Де Андре, считал «Войну Пьеро» «высочайшей вершиной поэзии Де Андре». Гвидо Микелоне, исследователь творчества Де Андре, охарактеризовал её следующим образом: «Этот светлый пацифистский гимн обличает безумие войны без лозунгов и деклараций, в тихих тонах мягкой меланхолии». Историк Никола Лабанка отмечал, что баллада Де Андре получила поистине исключительную известность: её знает вся нация, все поколения.
«Война Пьеро» известна и за пределами Италии; существуют её переводы на более чем двадцать языков.
В 2023 году в издательстве Piemme вышел художественный роман итальянского писателя Серджо Бадино «Тысячи красных маков» (Mille papaveri rossi), представляющий собой воображаемую биографию Пьеро, героя баллады Де Андре. По словам самого автора, он стремился представить своего персонажа таким, каковы герои песен Де Андре: «простые, скромные, благородные, с большим сердцем».

## Комментарии
1. ↑  Сам Де Андре говорил об этом следующим образом: «Песни важны — не тем, что предотвращают войны: сочиняя антивоенные песни, нельзя предотвратить ни одной войны. И всё же они становятся достоянием народа, частью его сознания, пусть даже лишь на подсознательном уровне. А значит, могут быть сдерживающей силой. В этом их важность»[4].Оригинальный текст (итал.)«Le canzoni hanno un senso, non perché possano evitare le guerre: non è facendo canzoni contro i conflitti bellici che si eviteranno le guerre. Tuttavia esse entrano a far parte del patrimonio culturale di un popolo, sono parte della coscienza, se non altro a livello subliminale. Dunque possono essere un buon deterrente. È questa la loro importanza».
2. ↑  1964 год — дата, фигурирующая в большинстве источников; в некоторых указан 1963 год[6], а сам Де Андре в одном из своих интервью называл 1962-й[7][8].
3. ↑  Красные маки стали общеизвестным символом памяти жертв Первой мировой войны под влиянием написанного в 1915 году стихотворения Джона Маккрея «На полях Фландрии»[22].
4. ↑  В одной из строф упоминается танец ява[англ.], или джава (a passo di giava), вошедший в моду после Первой мировой[9].
5. ↑  М. Либер и Д. Роболь отмечают, что подлинная «война Пьеро» — это не столько внешний конфликт, сколько внутренняя борьба человека, усомнившегося в своём праве убить ближнего[25].
6. ↑  Федерика Ивальди считает, что именно в этих строфах заключены ключевые идеи баллады: в них «… даётся взгляд самого Пьеро на иррациональность войны; автор сменяет режим повествования, переходя от третьего лица к первому и давая слово протагонисту»[30].
7. ↑  Dormi sepolto in un campo di grano / non è la rosa non è il tulipano / che ti fan veglia dall'ombra dei fossi, / ma sono mille papaveri rossi.
8. ↑  В 1955 году сонет Рембо был положен на музыку французским поэтом и композитором Лео Ферре; Де Андре вполне мог знать эту композицию[27][37].
9. ↑  Дата публикации даёт Стоку основания полагать, что «La guerra di Piero» не могла быть написана в 1962 году, как утверждал Де Андре (см. История).